# نبرد تیسفون (۱۶۵)
نبرد تیسفون بخشی از مجموعه جنگ‌های ایران و روم است که در زمان اشکانیان در ناحیه تیسفون ایران اتفاق افتاد. این نبرد به دنبال جنگ‌هایی بود که بلاش راه انداخته بود. درابتدا ایرانیان ارمنستان و سوریه را تصرف کردند اما بعد از سردار رومی کاسیوس شکست خوردند و این دفعه رومی‌ها حمله کردند که به تصرف تیسفون انجامید.